# زدنا استودنکووا
زدنا استودنکووا (چکی: Zdena Studenková) بازیگر، خواننده، نویسنده و مجری تلویزیونی اهل اسلواکی است. وی هشت مرتبه برندهٔ جوایز اُتو شده است.
از فیلم‌هایی که وی در آن‌ها نقش داشته است، می‌توان به دیو و دلبر اشاره نمود.